# Hate, Malice, Revenge
Hate, Malice, Revange – jest to debiutancki album amerykańskiej grupy grającej deathcore - All Shall Perish wydany 19 sierpnia 2003 roku przez wytwórnię Amputated Vein Records.

## Lista utworów
1. „Deconstruction” – 2:52
2. „Laid to Rest” – 4:41
3. „Our Own Grave” – 4:09
4. „The Spreading Disease” – 4:32
5. „Sever the Memory” – 5:12
6. „For Far Too Long...” – 4:03
7. „Never Ending War” – 6:25
8. „Herding the Brainwashed” – 4:14

## Twórcy
- Craig Betit – wokal
- Caysen Russo – gitara, wokal
- Ben Orum – gitara
- Mike Tiner – gitara basowa
- Matt Kuykendall – perkusja
- Zack Ohren – produkcja, inżynieria dźwięku, mastering, miksowanie